# Aonidia loranthi
Aonidia loranthi är en insektsart som beskrevs av Green 1896. Aonidia loranthi ingår i släktet Aonidia och familjen pansarsköldlöss.
Artens utbredningsområde är Sri Lanka. Inga underarter finns listade i Catalogue of Life.